# Burmagomphus hasimaricus
Burmagomphus hasimaricus – gatunek ważki z rodziny gadziogłówkowatych (Gomphidae).